# Blazegraph
Blazegraph est un système de gestion de base de données orientée graphe et un triplestore. C'est un logiciel libre, sous licence GPLv2.

## Historique
Blazegraph est un produit développé par l'entreprise Systap depuis 2006, précédemment sous le nom Bigdata.

## Caractéristiques

### Licence
Blazegraph est distribué sous deux licences : GPLv2 et commerciale. La version commerciale apporte l’accélération GPU pour le traitement des requêtes SPARQL, fonctionnalité prévue pour le troisième trimestre de 2015 dans la version libre.

### Déploiement
Une base de données Blazegraph peut être embarquée dans une application, déployée sur un serveur en standalone ou dans un cluster, que ce soit pour de la haute disponibilité ou la scalabilité.

### Interfaces
Blazegraph dispose de plusieurs interfaces, dont :
- API Java
- API REST
- RDF/SPARQL
- TinkerPop Blueprints[note 1]

## Notoriété
En septembre 2015, Blazegraph est en position 255 du classement de popularité des bases de données établi par DB-Engines.
Plusieurs entreprises utilisent publiquement Blazegraph :
- en 2012, EMC² l'utilise avec succès pour un nouveau produit[8] ;
- en 2014 :
  - Yahoo7 (partenariat entre Yahoo! et Seven West Media (en)) propose une plateforme de publication sémantique reposant sur Blazegraph, solution préférée à une base de données relationnelle classique[9],
  - Syapse a sélectionné Blazegraph pour sa plateforme de données médicales[10] ;
- en 2015, Wikidata utilise Blazegraph pour son endpoint SPARQL[11].